# Ковальчук Леонід Якимович
Леонід Якимович Ковальчук (15 березня 1947, с. Тернавка Ізяславського району, нині Хмельницька область — 1 жовтня 2014, м. Тернопіль) — український вчений у галузі хірургії, педагог, громадський діяч. Голова Асоціації хірургів Тернопільщини (1998—2014).

## Життєпис
Народився у незаможній сільській сім'ї, у якій було п'ятеро братів і сестра. Батько — фронтовик, повернувся з фронту Другої світової війни 19-річним юнаком без правої руки.
Після восьмирічної школи вирішив вступати до кооперативного технікуму, втім батько цю ідею не сприйняв: «Не буде у нашій родині торгашів», — мовив суворо.
Із відзнакою закінчив Бережанське медичне училище (1967). За тодішніми правилами потрапив у так звані «п'ятипроцентники», а це означало, що можна того ж року вступати до медінституту. Втім навіть не сподівався пройти з першого разу. На іспиті з хімії, хоча й готувався до нього ретельно, не міг повірити своїм очам, коли екзаменатор виводив «відмінно». Закінчив Тернопільський медичний інститут (1973, нині ТДМУ).
Працював хірургом дільничної лікарні в с. Устя-Зелене Монастириського району Тернопільської області. Від 1975 — лікар-хірург, завідувач хірургічного відділу районної лікарні № 2 у селі Великі Дедеркали Шумського району, від 1978 — завідувач хірургічного відділу центральної районної лікарні в місті Знам'янка Кіровоградської області.
Від 1980 — в Тернополі: хірург міської лікарні № 1, асистент, доцент кафедри хірургії медичного інституту (від 1981), головний хірург обласного управління охорони здоров'я (1983—1987), від 1987 — завідувач кафедри шпитальної хірургії, від 1994 — проректор з лікувальної роботи, у 1997—2014 — ректор Тернопільського державного медичного університету.
Від 2009 — голова постійної комісії Тернопільської обласної ради з питань охорони здоров'я, сім'ї, материнства і дитинства.
6 грудня 2013 р. був відсутнім (за станом здоров'я) на засіданні під час голосування депутатів Тернопільської облради щодо висловлення недовіри голові Тернопільської ОДА Валентинові Хоптяну.
Помер 1 жовтня 2014 р. після тривалої важкої хвороби.

## На посаді ректора ТДМУ
Професор Леонід Ковальчук проявляв новаторський підхід в організації діяльності Тернопільської державної медичної академії, яка під його керівництвом отримала статус університету й увійшла в число провідних вишів України. Завдяки його зусиллям, крім медичного факультету тут відкрито 3 нові: фармацевтичний, стоматологічний, іноземних студентів; ліцензовано нові спеціальності: «Медико-профілактична справа», «Біологія», «Здоров'я людини»; засновано 6 навчально-наукових інститути: морфології, медико-біологічних проблем, фармакології, гігієни та медичної біохімії імені М. П. Скакуна, моделювання та аналізу патологічних процесів, перший в Україні ННІ медсестринства; факультет післядипломної освіти реорганізовано в Навчально-науковий інститут.
За період каденції Леоніда Якимовича кардинально зміцнена матеріально-технічна база університету. Комп'ютеризовано всі кафедри, бібліотеку з 4 читальними залами і філіалами на всіх клінічних кафедрах та в навчально-наукових інститутах, організовано комп'ютерний центр, 46 комп'ютерних класів з виходом до мережі Інтернет. Створено видавництво «Укрмедкнига» з власним поліграфічним комплексом, що стало базовим для центрально-методичної комісії з ВМО МОЗ України і найбільшим спеціалізованим медичним видавництвом в Україні та єдиним, яке друкувало продукцію лише українською мовою або в перекладі з української. Університет став співзасновником і видавцем 12 всеукраїнських наукових журналів, 10 з яких визнані ДАК України; випускаються обласні газети «Медична академія» та «Університетська лікарня».
Створено та оснащено сучасним діагностичним та лабораторним обладнанням лікувально-діагностичний центр із стоматологічною поліклінікою. Також — навчально-оздоровчий комплекс «Червона калина» з конгрес-центром, готелем, комплексом харчування, спортивно-фізкультурною базою та студентським профілакторієм, навчальним центром з підготовки офіцерів запасу кафедри медицини катастроф та військової медицини. Тут започатковані «Літні міжнародні студентські школи», які відвідали студенти зі США, Польщі, Чехії, Словаччини, Австрії, Нідерландів, Росії, Казахстану, Індонезії, інших вищих медичних навчальних закладів України. Також розташовано ботанічний сад лікарських рослин фармацевтичного факультету.
Під керівництвом Леоніда Ковальчука налагоджено співпрацю між ТДМУ та 29 іноземними вищими медичними навчальними закладами країн Європи та Америки, де проходять стажування викладачі та студенти вишу. Вперше серед медичних навчальних закладів запроваджено дистанційне навчання за спеціальностями «Сестринська справа — бакалавр», «Сестринська справа — магістр». За результатами вивчення передового європейського та американського досвіду в університеті запроваджено у навчальний процес ряд інноваційних технологій навчання та нових форм організації навчального процесу, зокрема: методика «єдиного дня»; циклова система; практично орієнтована Z-система навчання; матрикули практичних навичок; віртуальне освітнє середовище «Moodle»; об'єктивно-структурований клінічний іспит (ОСКІ) та об'єктивно-структурований практичний іспит (ОСПІ), семестровий тестовий іспит.
При університеті відкрито 3 спеціалізовані вчені ради із захисту докторських та кандидатських дисертацій (10 спеціальностей). Щороку на базі конгрес-центру університету проводилося близько 30 всеукраїнських і з міжнародною участю наукових форумів. У листопаді 2009 року на базі модернізованої наукової лабораторії полімеразно-ланцюгової реакції відкрито вірусологічну лабораторію університету для дослідження вірусних матеріалів з метою ідентифікації грипу типу А (Н1N1).
У серпні 2008 року наказом МОЗ України Тернопільський медуніверситет затверджено головною організацією з метрологічного забезпечення вищих медичних навчальних закладів підпорядкування МОЗ України. За рішенням обласної ради і Кабінету Міністрів України на базі обласної клінічної лікарні з 1 січня 2010 року створена університетська лікарня.
У 2010—2012 роках у п'яти селах області відкрито навчально-практичні центри університету для надання медичної допомоги населенню, проходження практики студентами старших курсів медичного факультету та лікарів-інтернів стоматологічного факультету; орієнтація випускників для роботи в сільських медичних закладах.
Був головою оргкомітету фестивалю «Ліра Гіппократа».

## Науковий доробок
Автор близько 500 наукових та навчально-методичних праць, у тому числі 8 монографій, 32 винаходів і патентів, 4 атласів оперативних втручань, 6 підручників, 5 навчальних посібників. Зокрема, у 2010 році за його редакцією видано фундаментальний підручник «Хірургія», який відзначено премією Національної академії медичних наук України.
Підготував 8 докторів і 30 кандидатів наук. Серед учнів Леоніда Ковальчука — Віктор Поліщук, Юрій Футуйма тощо. Досліджував хірургічну патологію органів черевної та грудної порожнин, магістральних судин, проблеми остеопорозу.
Найвідоміші праці:
- «Вибір методів хірургічного лікування гастродуоденальних виразок» (1997);
- «Атлас хірургічних операцій і маніпуляцій» (1997);
- «Лапароскопічна хірургія жовчних шляхів» (1997);
- «Шпитальна хірургія» (підручник, 1999);
- «Невідкладна хірургія» (2000);
- «Клінічна хірургія» (підручник, 2000);
- «Органний кровообіг при передракових станах стравоходу та шлунка» (2001);
- «Хірургія демпінг-синдрому» (2002);
- «Анестезіологія, реанімація та інтенсивна терапія невідкладних станів» (2003);
- «Атлас оперативних втручань на органах шлунково-кишкового тракту і передній черевній стінці» (2004);
- «Хірургія поєднаних і множинних атеросклеротичних оклюзій екстракраніальних артерій та аорто-стегнового сегмента» (2005);
- «Клінічна флебологія» (2008);
- «Хірургія» (підручник, 2010);
- «Венозні тромбози» (2010).

## Звання і відзнаки[7]
- Доктор медичних наук (1988), професор (1991).
- Член-кореспондент АМНУ (2003).
- Заслужений діяч науки і техніки України (1996).
- Орден «За заслуги» 3 ступеня (2000),
- Почесні грамоти ВР України (2003), Кабінету Міністрів України та Міністерства охорони здоров'я України.
- Диплом міжнародного рейтингу «Золота фортуна» (2001).
- Занесений у «Золоту книгу еліти України» (2000).
- «Людиною року» Тернопільщини (2001).
- Почесний знак Федерації профспілок України «За розвиток соціального партнерства».
- Звання Почесного професора університету Південної Кароліни (США).
- Срібна медаль Вроцлавського медичного університету (Польща),
- Іменна ювілейна медаль Братиславського медичного університету (Словаччина).

## Вшанування
- 17 березня 2015 року в Тернопільському державному медичному університеті відкрили музей Леоніда Ковальчука.
- 1 жовтня 2015 року на фасаді головного корпусу Тернопільського державного медичного університету відкрили пам'ятну дошку (автор — Дмитро Пилип'як), а в хірургічному корпусі Тернопільської університетської лікарні — горельєф (автор — Володимир Цісарик), які освятив Архієпископ Тернопільський, Кременецький і Бучацький Нестор.[8]
- Іменем Леоніда Ковальчука названо журнал «Шпитальна хірургія», який він тривалий час редагував.
- У 2016 році, в пам'ять про Леоніда Ковальчука засновано Орден «За спасіння життя», яким двічі на рік відзначатимуть медиків зі всієї України. Перше нагородження відбулося 15 березня 2016 року в ТДМУ.[9]
- 1 жовтня 2016 року на могилі Леоніда Ковальчука на Микулинецькому цвинтарі освятили пам'ятник.[10]

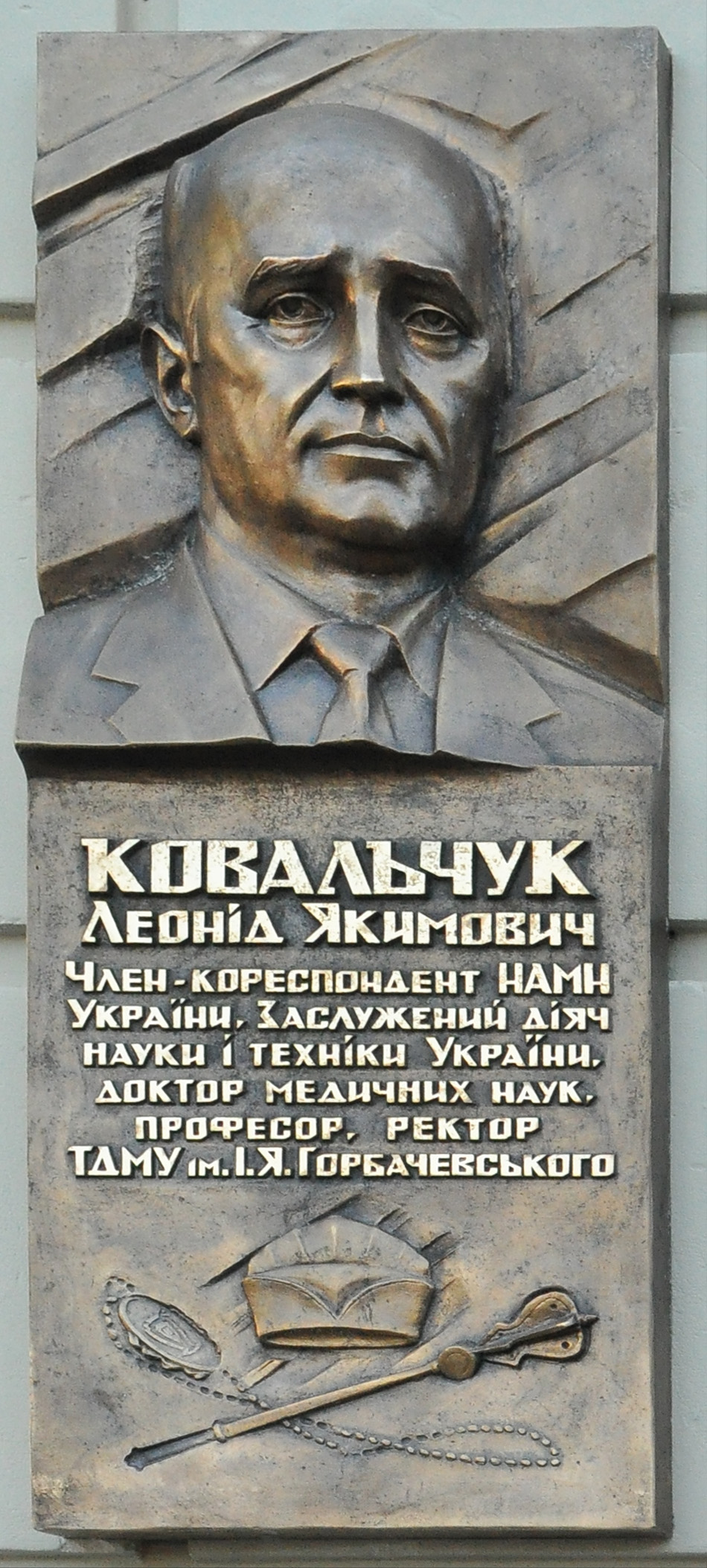
Пам'ятна дошка на фасаді головного корпусу ТДМУ (автор — Дмитро Пилип'як)
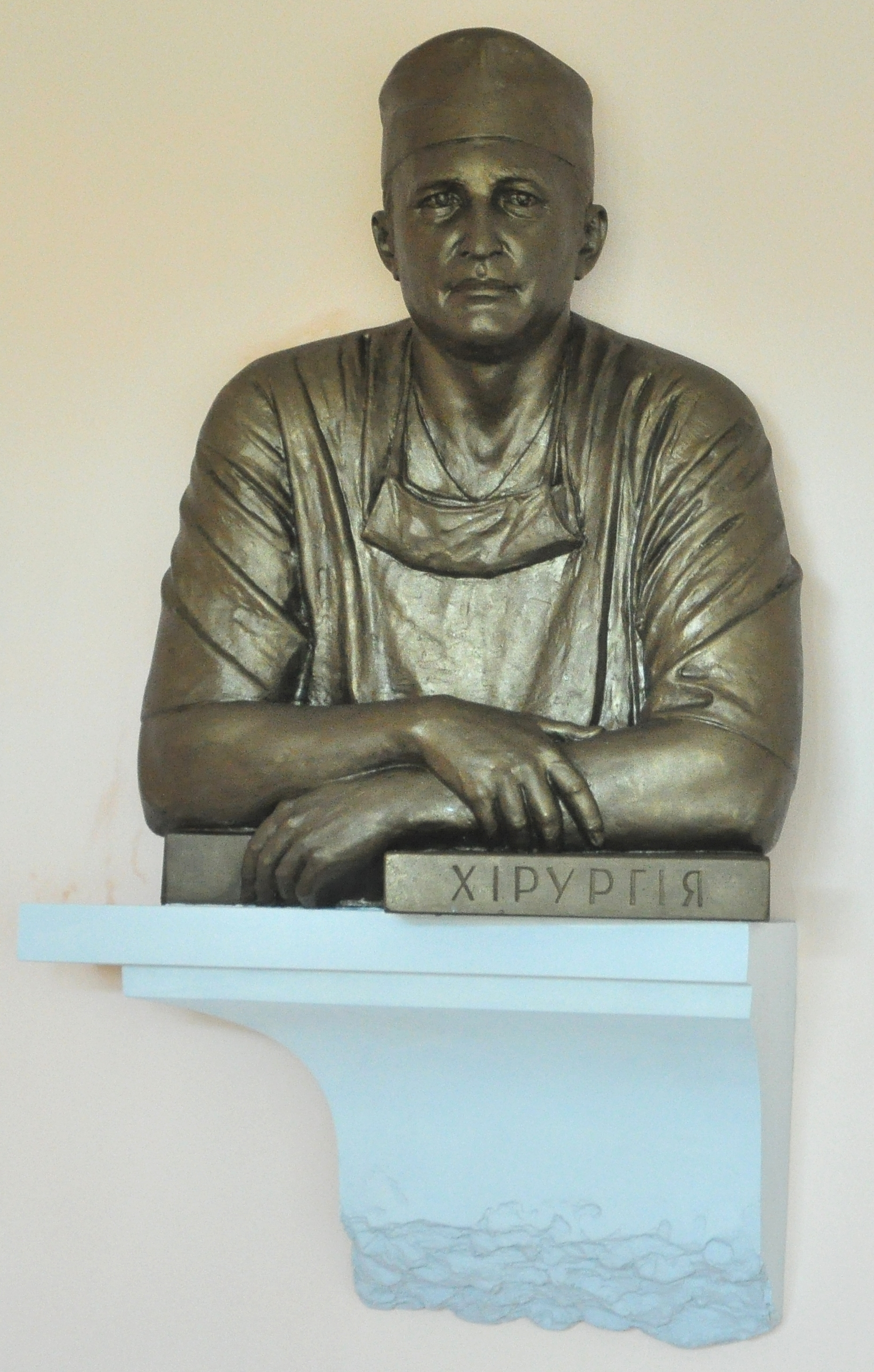
Горельєф у хірургічному корпусі Тернопільської університетської лікарні (автор — Володимир Цісарик)
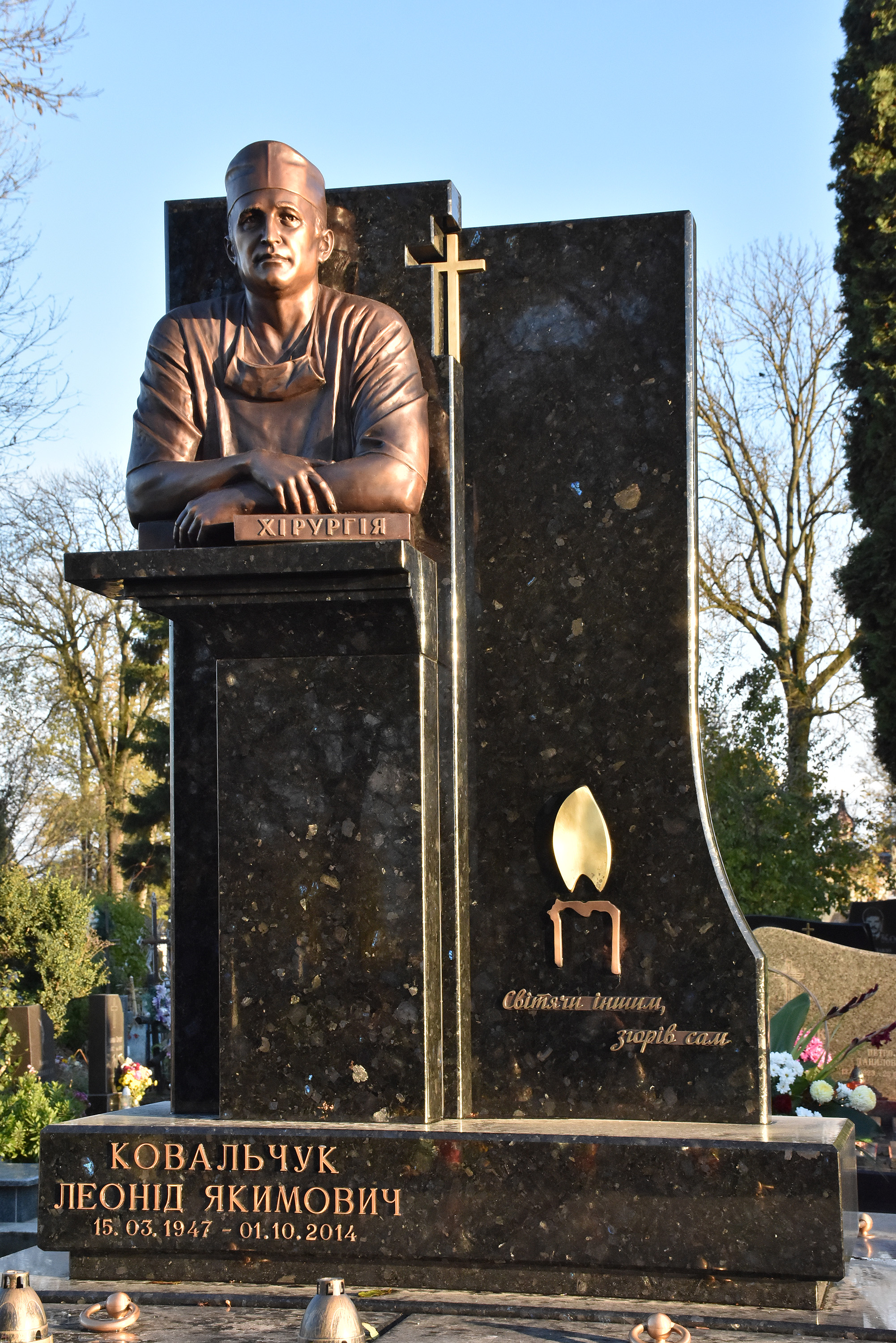
Пам'ятник на могилі (автор — Володимир Цісарик)